# NGC 59
NGC 59 és una galàxia lenticular localitzada a la constel·lació de la Balena. Està situada en ascensió recta 00h 15m 25.4s, dec −21° 26′ 42″ (J2000), i té una magnitud aparent de 13.1. És un membre probable del Grup de l'Escultor. Està aproximadament 14 ó 17 milions d'anys llum de distància.